# Redi Jupi
Redi Bashkim Jupi (ur. 31 maja 1974 we Wlorze) – albański piłkarz i trener piłkarski, w latach 1995–2006 reprezentant Albanii.